# César Luis González
Pour les articles homonymes, voir González.
César Luis González (10 juin 1919 - 22 novembre 1943) est un premier lieutenant de l'armée de l'air des États-Unis pendant la Seconde Guerre mondiale. Copilote d'un C-47, Gonzalez fut le premier pilote portoricain des forces aériennes de l'armée américaine. 
Il est l'un des premiers participants à l'invasion de la Sicile le 10 juillet 1943, également connue sous le nom d'opération Husky. Lors de l'invasion de la Sicile, il effectue deux missions de nuit, la première le 9 juillet, où sa mission porte sur la libération de parachutistes de la 82e division aéroportée sur la région de Gela et la seconde le 11 juillet, lorsqu'il largue des renforts dans la région. Son unité reçoit un « DUC » pour avoir mené à bien cette deuxième mission malgré le mauvais temps et les fortes attaques des forces terrestres et navales ennemies. González décède le 22 novembre 1943, lorsque son avion s'écrase lors d'un entraînement en bout de piste à Castelvetrano. Premier pilote portoricain à mourir pendant la Seconde Guerre mondiale, il est promu premier lieutenant à titre posthume. Son nom est inscrit sur le « Roll of Honor » du 314e Groupe de transport de troupes de la Seconde Guerre mondiale et sa ville natale Adjuntas et la capitale de Porto Rico, San Juan, ont honoré sa mémoire en donnant son nom à une rue.